# گمینا وومژا
گمینا وومژا (به لهستانی:  Gmina Łomża) یک گمینا در لهستان است که در شهرستان وومژا واقع شده‌است. گمینا وومژا ۲۰۷٫۴۱ کیلومتر مربع مساحت و ۱۰٬۷۲۴ نفر جمعیت دارد.